# Nilton Macedo
Nilton João de Macedo Machado ou simplesmente Nilton Macedo Machado, é um advogado, professor e aposentado do cargo de desembargador do Tribunal de Justiça de Santa Catarina. É conhecido por ser ex-presidente do Avaí Futebol Clube.
Nilton lecionou direito na Universidade do Vale do Itajaí; nas Escolas Superiores da Magistratura de Santa Catarina, do Ministério Público de Santa Catarina e no PRO IURIS - Instituto de Ensino e Preparação Jurídica, da Rede LFG.

## Avaí FC
Nilton Macedo Machado, após aposentar-se como magistrado, assumiu o Avaí no ano de 2014, tendo a responsabilidade de substituir João Nílson Zunino, que foi o presidente do clube que mais teve a frente do cargo, 11 anos e que também teve as maiores glórias da história.
Como presidente do Avaí, também foi presidente da Associação Catarinense de Clubes de Futebol e vice-presidente da Primeira Liga.
Em 15 de abril de 2016 renunciou ao cargo de presidente, alegando motivos pessoais. A má campanha do time no Catarinense e a pressão da torcida somarem-se a problemas de saúde e nascimento de filho João Guilherme. Com ele no comando, em 2014 o Avaí conquistou o acesso à Série A de 2015. 
Na área educacional, enquanto magistrado na ativa, foi diretor da Escola Superior da Magistratura de SC; posteriormente, foi presidente da APET - Associação dos Parceiros de Ensino Telepresencial, da Rede LFG.